# José Ruperto Pérez
José Ruperto Pérez (Buenos Aires, 1817 - Paraná, 1862) fue un periodista y político argentino, miembro del Congreso General Constituyente que sancionó la Constitución argentina de 1853.

## Biografía
Se conoce muy poco de sus orígenes; a principios del segundo gobierno de Juan Manuel de Rosas figura como uno de los redactores de la Gaceta Mercantil, el periódico oficial del gobierno de la provincia de Buenos Aires. En algún momento se instaló en Paraná, capital de la provincia de Entre Ríos.
Fue uno de los redactores principales del periódico El Sentimiento Entre-Riano, que se editó en Paraná entre noviembre y diciembre de 1840; parece haber publicado también en El Correo, un periódico que fue editado pocos meses después en la misma imprenta. El 2 de junio de 1842 comenzó a editarse El Federal Entre-Riano, cuyo redactor principal era Pérez, acompañado de Severo González y Marcos Sastre, en el que también publicaban artículos Nicanor Molinas, Juan Francisco Seguí (hijo) y Manuel Leiva. Ese periódico fue el encargado de anunciar el Pronunciamiento de Urquiza; dejó de publicarse pocos días después, reemplazado por El Iris Argentino, diferenciado del anterior sólo en el nombre; dejó de editarse por decreto oficial a fines de 1852.
Tras la disolución del periódico, Pérez pasó a desempeñarse como secretario privado del gobernador Justo José de Urquiza. Por orden de éste fue elegido diputado al Congreso General Constituyente, al cual se incorporó el 19 de noviembre de 1852.
Cuando la comisión redactora presentó el proyecto, Facundo Zuviría, Pedro Alejandrino Centeno, Pedro Díaz Colodrero y Ruperto Pérez votaron en contra en la votación en general, aunque fueron derrotados por catorce votos afirmativos. El argumento de Pérez era que no creía llegada la oportunidad de dictarse una Constitución, porque el país debía constituirse antes prácticamente.
El argumento, idéntico al que había sostenido Rosas, cayó muy mal a Urquiza. Este ya había presionado a los diputados que se oponían a su voluntad, negándose a pagarles sus sueldos, e incluso negándose a pagar su alojamiento, con lo que logró la renuncia de varios diputados; el caso más notorio fue el de Adeodato de Gondra.
Fuese por presión de Urquiza o que haya estado enfermo, Pérez no volvió a figurar en las discusiones, ni firmó la sanción de la Constitución. No obstante, sí figuró entre los diputados que resolvieron la elección del vicepresidente en favor de Salvador María del Carril en marzo de 1854, inmediatamente antes de proclamar un manifiesto y disolver el Congreso, el día 7 de marzo.
La trayectoria de Pérez se pierde desde entonces, y sólo se sabe que falleció en Paraná en 1862. Una calle en la ciudad de Paraná recuerda a este periodista.